# Mod nulpunktet
Mod nulpunktet (en: Towards Zero) er en roman af Agatha Christie, som ikke har en af de sædvanlige detektiver til at forestå opklaringen. Den foregår i dystre omgivelser, næsten isoleret fra omverdenen, og har mere gyserens end krimiens karakteristika.

## Plot
Tidligt i bogen fastslår en af pesonerne, at et mord som regel er starten på en fortælling; men i virkeligheden er mordet slutningen på et drama. Derfor bliver mordet i denne fortælling begået sent, og inden da har det psykologiske spil mellem hovedpersonerne skabt en dyster stemning. Landstedet ved Gull's Point, en forblæst klippeø,er stort og mørkt og medvirker til at skabe intensitet. Sagen opklares ikke af den ledende politiofficer, Politiinspektør Battle , men af en selvmordskandidat.

## Anmeldelser
Mod nulpunktet fik generelt fine anmeldelser, selv om dele af handlingsforløbet kan tolkes skæbnebestemt og derfor kan virke mindre realistisk. Den overraskende slutning kompenserer dog for dette element af overtro.

## Bearbejdning
Christie bearbejdede i 1954 denne roman til et teaterstykke, som havde premiere på St James´s Theatre i London den 4. september samme år. Stykket blev en behersket succes og lukkede ned efter ½ år. Dronning Elizabeth overraskede ved at møde op uden forvarsel på en almindelig spilleaften. 
Mod nulpunktet er indspillet for TV i 2007 som en episode i serien om Miss Marple med Geraldine McEwan i hovedrollen. Bortset fra tilføjelsen af Miss Marple er episoden tro mod originalen. 

## Danske udgaver
- Carit Andersens Forlag (De trestjernede kriminalromaner); 1962.
- Forum (Agatha Christie, bd. 15); 1973
- Peter Asschenfeldts nye Forlag; 2000.